# Bertho IV. von Bimbach
Bertho IV. von Bimbach (* vor 1240 in Oberbimbach; † nach 22. Juli 1286 und spätestens 26. März 1293) war von 1273 bis 1286 Fürstabt der Fürstabtei Fulda.

## Leben
Bertho verlebte seine Kindheit vermutlich auf und bei der kleinen Burg in Oberbimbach, begann aber wohl bereits um 1250 seine Erziehung und Ausbildung im Benediktinerkloster Fulda, und im Jahre 1257 ist er erstmals als Fuldaer Mönch unter Abt Heinrich IV. von Erthal bekundet. Im Jahre 1264 ist er, unter Abt Bertho II. von Leibolz, erstmals als Stiftsdekan erwähnt, womit er für die innere Disziplin zuständig war und den Konvent leitete. 1271 ist er zusätzlich auch als Portarius des Stifts belegt, einem wichtigen karitativen Amt für Gäste, Arme und Pilger.
Nach dem finalen Amtsverzicht des Abts Bertho III. von Mackenzell Anfang August 1273 wurde Bertho von Bimbach in einer mehrstufigen Kompromisswahl am 7. August zu dessen Nachfolger gewählt. Um die päpstlichen Bestätigung seiner Wahl zu erlangen, reiste er 1274 zum Konzil in Lyon, wo Papst Gregor X. am 31. Juli 1274 den Dominikanergelehrten Albertus Magnus mit der Prüfung und gegebenenfalls Bestätigung der Wahl nebst Abtsweihe beauftragte.
Als Abt ging Bertho energisch gegen rebellische Stiftsadlige vor. Er eroberte und zerstörte deren Burgen in Burghaun (1274), Mansbach, Mackenzell, Oberbimbach (alle 1276) und Altenburg. Loyale Adlige wurden hingegen belohnt, wie z. B. Heinrich I. von Weilnau und dessen Frau Luitgard von Trimberg, die er 1279 mit der fuldischen Burg Birstein und der Vogtei der Zent und Gerichts Reichenbach belehnte.
Im Jahre 1277 ließ er in Herolz zur Sicherung der Stiftsgrenze eine Burg erbauen.
Spätestens 1277 wurde Bertho auch Propst der nahen Propstei Petersberg.
1279 erwarb er von Graf Ludwig II. von Ziegenhain zunächst pfandweise für 400 Mark die bis dato von den Grafen von Ziegenhain gehaltene Vogtei über das Kloster Fulda und befreite die Abtei damit von ihrer Abhängigkeit von den Ziegenhainern.
1282 brach eine Fehde mit dem Würzburger Bischof Berthold II. von Sternberg um das Grenzgebiet in der Rhön aus. König Rudolf I. schaltete sich vermittelnd ein, und man einigte sich darauf, die als Raubritternest dienende Burg Eberstein auf dem Tannenfels bei Hilders an der Fuldaer Ostgrenze abzubrechen und im nahen Brand eine gemeinsam verwaltete Burg zu errichten.
Ende 1283 kam es dann zu einer erheblichen Einschränkung der Rechte und Befugnisse Berthos. Weil Bertho angeblich der verarmten Abtei nicht ohne fremde Unterstützung aufhelfen konnte, übertrug König Rudolf die weltliche Verwaltung der Abtei für sechs Jahre an den Grafen Eberhard I. von Katzenelnbogen. Berthos Amtsbefugnisse wurden auf den geistlichen Bereich reduziert. Eberhard von Katzenelnbogen setzte nacheinander zwei Stellvertreter nach Fulda, Berthold von Lißberg und Nikolaus von Scharfenstein, und Abt Bertho zog sich in seine Propstei Petersberg zurück.
Im Frühjahr 1286 verzichtete Bertho IV. schließlich auf die Abtswürde, um durch die Wahl eines Nachfolgers die für die Abtei zunehmend gefährliche Fremdverwaltung abschütteln zu können. Zu seinem Nachfolger wurde der bisherige Stiftsdekan Markward II. von Bickenbach gewählt.
Berthos Todesdatum ist nicht unstrittig geklärt: Laut Leinweber verstarb er an einem 26. März in den Jahren 1287–1293; laut Heller starb Bertho IV. bereits am 22. Juli 1286 in der Propstei Petersberg und wurde dort bestattet.